# Adventure Master
Adventure Master ist ein 1984 veröffentlichtes Computerprogramm, mit dem ohne Programmierkenntnisse Textadventures mit einfachen Grafiken erstellt werden konnten. Das Programm wurde von Cristopher Chance entwickelt und von der US-amerikanischen Firma CBS Software für die Heimcomputer Apple II+/IIe/IIc, Atari und Commodore 64 sowie Computer mit dem Betriebssystem MS-DOS herausgebracht.

## Umfang
Verglichen mit dem bereits 1983 erschienenen, eher in Großbritannien populären The Quill hat Adventure Master einen eher geringen Funktionsumfang, und der Parser der erstellten Spiele war wenig leistungsfähig. Der Nutzer konnte eine Spielwelt aus miteinander verbundenen Räumen erstellen, diese mit Objekten befüllen und einfache Bedingungen für die Bewegung zwischen den Räumen erstellen, beispielsweise, dass der Spieler das Objekt „Schlüssel“ bei sich tragen muss, um von Raum 1 in den durch eine Tür versperrten Raum 2 zu gelangen. Der Parser konnte dabei nur Zwei-Wort-Kommandos im Format Verb–Objekt verarbeiten und ließ den Anwender zusätzlich sogenannte „Schlüsselsätze“ definieren, die vom Spieler in exakter Schreibweise eingegeben werden mussten.
Der Nutzer konnte mit dem Adventure Master ca. zehn einfache Bilder erstellen, um ausgewählte Räume der Spielwelt zu illustrieren. Dazu standen einfache Zeichenfunktionen zur Verfügung, die mit dem Joystick bedient werden mussten. Die maximale Auflösung  betrug 160 × 96 Pixel, es konnten bis zu drei Farben benutzt werden.
Die mit dem Adventure Master erstellten Spiele waren ohne das Hauptprogramm lauffähig. Der Editor wurde mit drei Beispielspielen ausgeliefert: Dem kompletten Spiel Clever Catacombs (von Christopher Chance) sowie den Spielen Becca in Outlaw Cave und Wild Trails vom Jugendbuchautor Jean Craighead George, bei denen die Enden fehlten und vom Anwender selbst ergänzt werden mussten.

## Rezeption
Adventure Master wurde im Jahr 1984 von der amerikanischen PC-Zeitschrift PC World besprochen. Es wird darauf hingewiesen, dass bereits drei Adventures im Lieferumfang enthalten seien, davon ein spielbares, das mit Aventure Master entwickelt worden sei. Außerdem verfüge Adventure Master über eingebaute Grafiken, mit denen man Illustrationen kreieren könne. Teaching and Computers bescheinigt dem Programm, dass es die Erstellung von Adventures sehr erleichtere. Newsweek stellte das Programm 1985 sehr enthusiastisch vor: „Mit Adventure Master von CBS Software kann ihre Familie sich Spaß erträumen, es ist ein Spiel, mit dem man seine eigenen, exotischen Adventures kreieren und spielen kann.“
Der US-amerikanische Pädagoge und Sachbuchautor Stephen Marcus erläuterte das Programm 1993 aus linguistischer Sicht dahingehend, dass Autoren mit Hilfe des Adventure Master „Problemsituationen mit multiplen möglichen Folgeszenarien“ gestalteten, dabei „Informations-Mosaiksteinchen“ zu „Informationsknotenpunkten“ zusammenfügten und dabei letztendlich Hypertext-Umgebungen erschüfen. Der britische Mathematiker und Inform-Entwickler Graham Nelson hielt in seinem Buch The Inform Designer's Manual fest, dass Adventure Master im Hinblick auf die Entwicklung kommerzieller Adventurespiele weniger erfolgreich gewesen sei als The Quill von Graeme Yeandle oder der Graphic Adventure Creator von Sean Ellis.